# Гексафтороникелат(IV) калия
Гексафтороникелат(IV) калия — неорганическое соединение с химической формулой K2NiF6.

## Получение
Гексафтороникелат(IV) калия получают реакцией хлорида никеля(II), фтора и хлорида калия при 275 °C:
{\displaystyle {\ce {2KCl\ +NiCl2\ +3F2\xrightarrow {275^{o}C} K_{2}NiF_{6}\ +2Cl_{2}}}}

## Химические свойства
Бурно реагирует с водой, выделяя кислород. Растворяется в безводной плавиковой кислоте с образованием светло-красного раствора. Гексафтороникелат(IV) калия разлагается при 350 °C с образованием гексафтороникелата(III) калия, фторида никеля(II) и фтора[нужен лучший источник]:
{\displaystyle {\ce {3K_{2}NiF_{6}->[^{\circ }t]2K_{3}NiF_{6}\ +NiF_{2}\ +F_{2}}}}

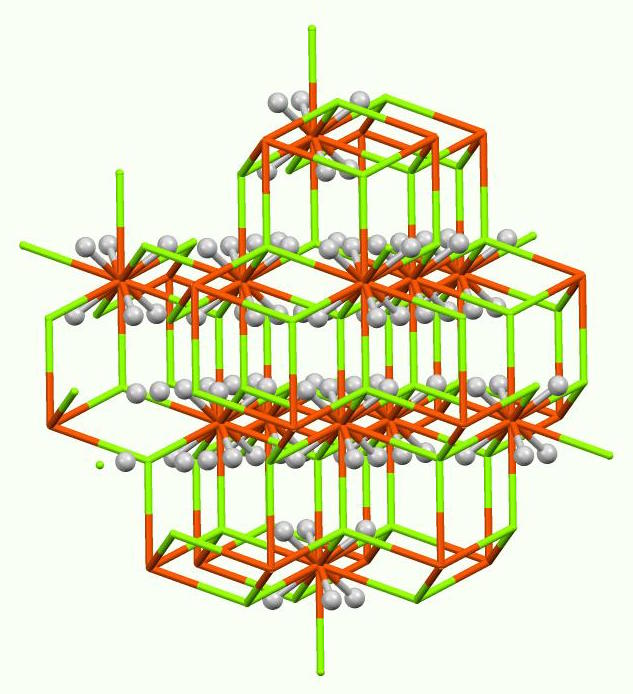
Химическая структура твердого K_{2}NiF_{6} определенная методом рентгеновской кристаллографии.

Гексафтороникелат калия — сильный окислитель. Он может превращать фторид хлора(V) и фторид брома(V) в ClF6+ и BrF6+, соответственно:
{\displaystyle {\ce {K_2NiF_6 + 5 AsF_5 + XF_5 ->[aHF] XF_6AsF_6 + Ni(AsF_6)_2 + 2KAsF_6}}}
(X = Cl или Br , −60 °C , aHF = безводная плавиковая кислота).
Гексафтороникелат калия разлагается при высоких температурах с выделением газообразного фтора, как и фторид тербия(IV), выделяющий фтор в основном одноатомный, а не типичный двухатомный.
Принимает структуру K2PtCl6 и Mg2FeH6.